# Tiha Bârgăului, Bistrița-Năsăud
Tiha Bârgăului (în maghiară Borgótiha) este satul de reședință al comunei cu același nume din județul Bistrița-Năsăud, Transilvania, România.

## Personalități
- Ioan Dologa (1859 - 1927),  deputat în Marea Adunare Națională de la Alba Iulia 1918